# Houssem Mhamli
Houssem Mhamli ou Houssem Mahemly, né le 14 février 2000 à Monastir, est un basketteur tunisien.

## Carrière
Durant la 32e édition de la coupe d'Afrique des clubs champions, il prend la troisième place avec son équipe de l'Union sportive monastirienne. Il joue 2,7 minutes en moyenne durant cinq matchs du tournoi.
Entre les 10 et 12 février 2023, il participe avec la même équipe à la coupe intercontinentale à Tenerife et termine à la quatrième place.
Il prend la cinquième place durant l'AfroCan 2023 avec l'équipe de Tunisie.

## Clubs
- 2017-2020 : Union sportive monastirienne
- 2020-2021 : Étoile sportive du Sahel
- depuis 2021 : Union sportive monastirienne

## Palmarès

### Clubs
- Champion de Tunisie : 2019, 2020, 2022, 2023, 2024
- Coupe de Tunisie : 2020, 2022, 2023, 2025
- Super Coupe de Tunisie : 2024
- Médaille d'or à la Ligue africaine 2022 ( Rwanda)
- Médaille de bronze à la coupe d'Afrique des clubs champions 2017 ( Tunisie)